# Schengenský informační systém
Schengenský informační systém (zkratka SIS) je bezpečnostní databázový systém, který provozují členské státy Schengenské smlouvy v souvislosti se zabezpečením hranic. Je základním prvkem, bez kterého by nemohly být odstraněny vnitřní hranice Schengenského prostoru.

## Vývoj Schengenského informačního systému
Od začátku existence Schengenského prostoru (rok 1995) se používá verze informačního systému, která se nyní pro odlišení označuje jako SIS I. Před rozšířením Evropské unie v roce 2004 bylo zřejmé, že systém nemůže být bez úprav použit pro 25 členských států. Proto bylo dohodnuto, že nové členské země přistoupí k Schengenskému prostoru až po dokončení verze SIS II. To bylo plánováno na říjen 2007.
V polovině roku 2006 však bylo zřejmé, že se nový systém nepodaří do plánovaného data dokončit a že se spustí nejdříve v roce 2009. Původní členské státy unie počítaly s tím, že se současně odloží i připojení nových států do Schengenského prostoru. To se však novým členským státům zásadně nelíbilo a proto byl nakonec přijat kompromisní návrh Portugalska, že se původní systém modernizuje a dostane název SISone4all. Termín přistoupení nových států se tím odsunul jen o čtvrt roku.

### SIS I
Původní systém obsahuje jména a další základní identifikační údaje osob, překračujících hranice Schengenského prostoru, a informace o tom, zda byly v minulosti ozbrojeny, páchaly násilnosti apod. Dále obsahuje např. přehled ztracených cestovních dokladů nebo zbraní.
Rozšířená verze systému SIS I se nazývá SISone4all, tedy Schengenský informační systém pro všechny. K tomuto systému přistoupilo v roce 2007 devět nových členů EU včetně Česka.

### SIS II
Druhá verze tohoto systému by měla obsahovat i biometrické údaje osob (např. fotografie nebo otisky prstů) a podrobnější informace o odcizených vozidlech.

## SIRENE
SIRENE (Supplementary Information Request at the National Entry) je kancelář, která je určená členským státem Evropské unie jako místo, které je po obsahové stránce odpovědné za národní údaje vkládané do Schengenského informačního systému. Plní všechny úkoly v oblasti získávání informací a jejich toku a koordinace, které souvisejí s pátráním a je kontaktním místem pro všechny ostatní národní kanceláře.
Každý z členských států Evropské unie má svoji národní kancelář SIRENE, která přímo komunikuje s ostatními národními kancelářemi. Činnost těchto kanceláří je upravena v „Příručce SIRENE“.

## Kritika
V prosinci 2008 řekl šéf německých policejních odborů Rainer Wendt, že existuje mnoho zločinců, kteří jsou sice zaneseni do informačního systému německé policie, ale nejsou v schengenském informačním systému.